# Otto Kuntze
Carl Ernst Otto Kuntze, född 23 juni 1843 i Leipzig, död 27 januari 1907 i San Remo, var en tysk botaniker. Kuntze var den första som 1881 gav te det latinska namn vi idag använder, Camellia sinensis (L.) O.Kuntze.
Thom von Post gav 1904 ut det stora verket "Lexicon generum phanerogamarum inde ab anno MDCCXXXVII: cum nomenclatura legitima internationali et systemate inter recentia medio". Den blev senare reviderad och kompletterad av Otto Kuntze.  Detta verk anger varje växtsläktes äldsta giltiga namn enligt prioriteringsprincipens fordringar från och med 1737, årtalet för Carl von Linnés "Genera plantarum".  Idag används dock Linnés Species Plantarum från 1753 som startdatum för denna prioriteringsprincip efter beslut av IBC.
IPNI listar 492 arter med Kuntze som upphovsman till senast gällande vetenskapligt namn.

## Eponymer
- Acanthaceae
  - Arrhostoxylum kuntzei (Lindau) Bremek.
  - Hypoestes kuntzei C.B.Clarke ex Ridl.
- Aizoaceae
  - Brownanthus kuntzei (Schinz) Ihlenf. & Bittrich
- Araliaceae
  - Oreopanax kuntzei Harms ex Kuntze
- Asclepiadaceae
  - Asclepias kuntzei Schltr.
- Asteraceae
  - Berkheyopsis kuntzei O.Hoffm. ex Kuntze
  - Stevia kuntzei Hieron.
- Bignoniaceae
  - Zeyheria kuntzei K.Schum. ex Kuntze
- Cucurbitaceae
  - Sicyos kuntzei Cogn. ex Kuntze
- Cyperaceae
  - Cyperus kuntzei Boeckeler
  - Dichromena kuntzei (C.B.Clarke ex O.Kuntze) J.F.Macbr.
  - Eleocharis kuntzei Boeckeler
  - Rhynchospora kuntzei C.B.Clarke in Kuntze
- Dioscoreaceae
  - Dioscorea kuntzei Uline ex Kuntze
- Fabaceae
  - Astragalus kuntzei Sheld.
- Gentianaceae
  - Gentianella kuntzei (Gilg) T.N.Ho & S.W.Liu
- Juncaceae
  - Juncus kuntzei Buchenau ex Vierh.
- Lamiaceae
  - Plectranthus kuntzei Gürke
- Leguminosae
  - Cassia kuntzei Hosseus
- Loasaceae
  - Caiophora kuntzei Urb. & Gilg
- Lythraceae
  - Nesaea kuntzei Koehne
- Malvaceae
  - Cristaria kuntzei Speg.
  - Hibiscus kuntzei Ulbr.
- Melastomataceae
  - Acinodendron kuntzei (Cogn.) Kuntze
- Piperaceae
  - Peperomia kuntzei Anne Casimir Pyrame de CandolleC.DC. ex Kuntze
- Polygonaceae
  - Polygonum kuntzei P.Fourn.
- Rubiaceae
  - Diodia kuntzei K.Schum.

## Bilder

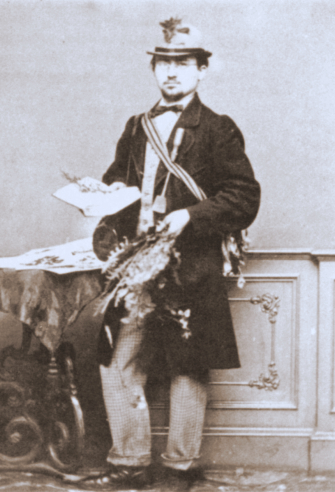
Otto Kuntze 1867
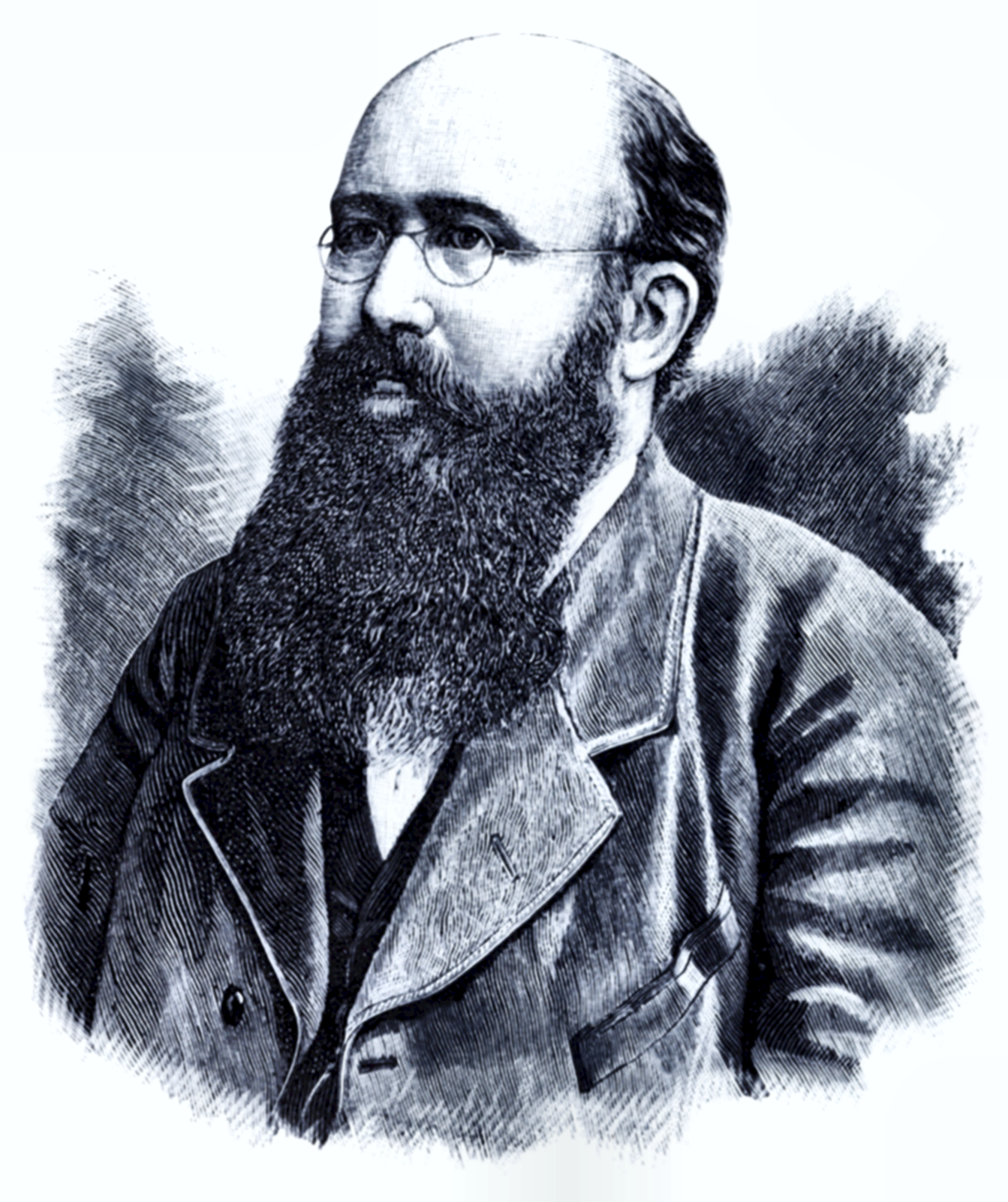
Otto Kuntze 1889
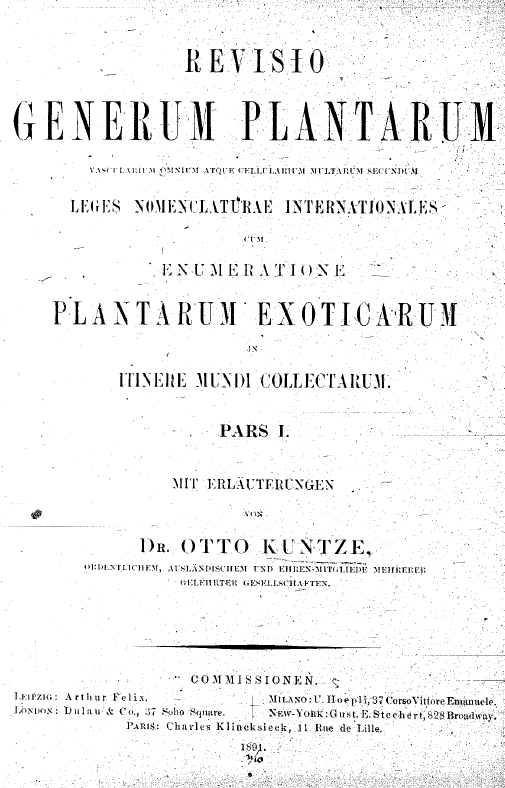
Revisio Generum Plantarum del 1
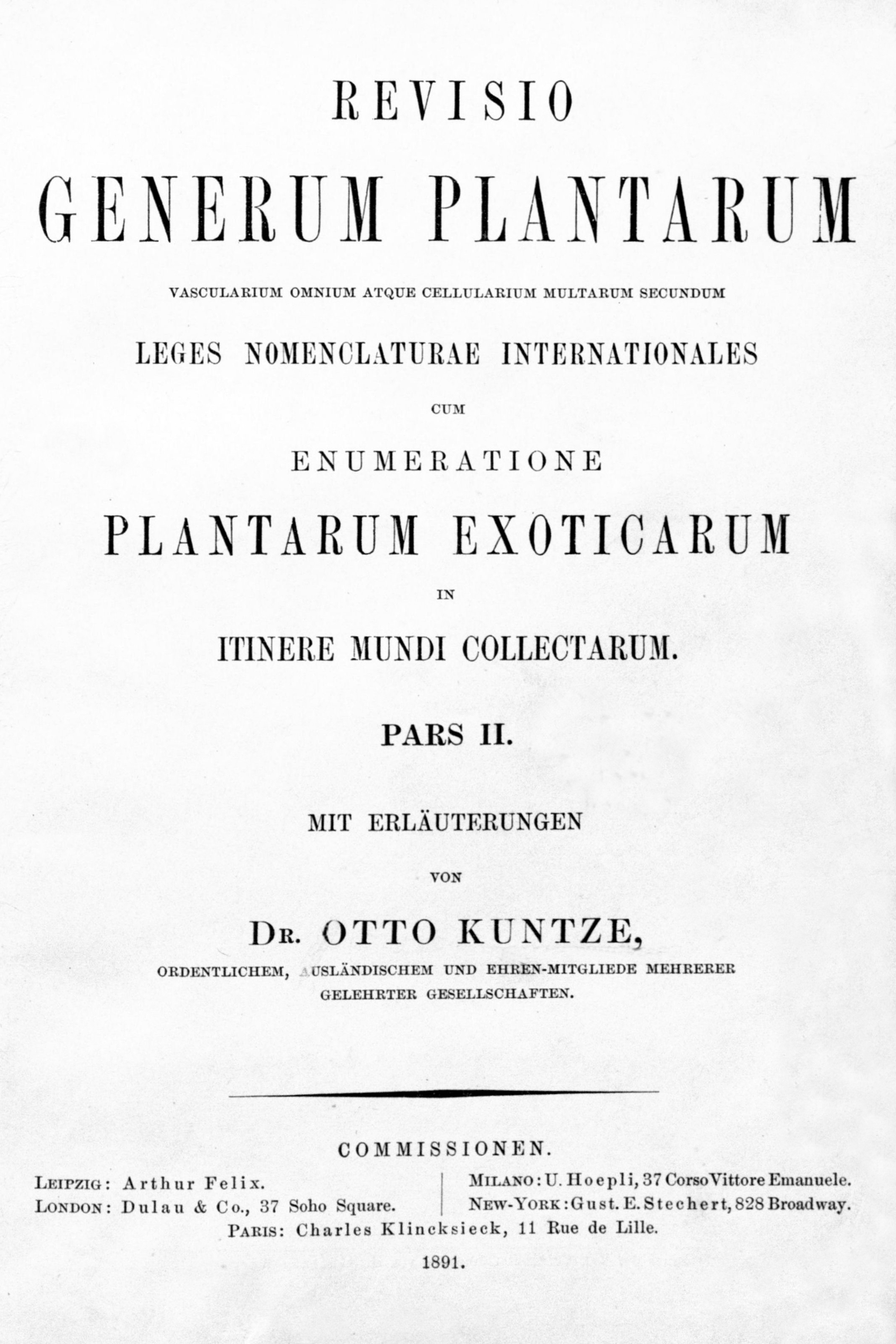
Revisio Generum Plantarum del 2

Auktorsnamnet Kuntze kan användas för Otto Kuntze i samband med ett vetenskapligt namn inom botaniken; se Wikipediaartiklar som länkar till auktorsnamnet.
I några fall har han i stället signerat O.Kuntze.